# تشاه نمك
تشاه نمك (بالفارسية: چاه نمک) هي قرية تقع في قسم بسكلوت الريفي في إيران. يقدر عدد سكانها بـ 94 نسمة .